# Alignement de Bocadève
L'alignement de Bocadève est un alignement mégalithique situé à Saint-Just dans le département français d'Ille-et-Vilaine.

## Description
L'alignement s'étire sur 370 m de long selon une orientation est-ouest quasiment parfaite (azimut 83°). Il est constitué de 65 blocs, majoritairement en quartz, d'une hauteur variant entre 0,30 m et 1 m. L'extrémité est de l'alignement a été endommagée par un incendie en 1976, seuls les plus gros blocs sont demeurés en place. L’extrémité ouest est constituée de petits blocs. Les blocs n°2 et n°3 sont distants de près de 50 m mais ceci peut s'expliquer par les affleurements de schiste pourpré à cet endroit qui ont fait l'objet d'une exploitation.
Trois structures mégalithiques (dénommées A, B et C) sont visibles au nord de l'alignement à une distance de 10 m à 50 m. L'édifice A, en schiste pourpré, pourrait être un menhir (longueur 3,40 m, largeur 1 m, épaisseur 0,50 m). L'édifice B est constitué de deux blocs parallèles, l'un en schiste pourpré (longueur 2,20 m, largeur 1,20 m, épaisseur 0,40 m), l'autre en quartz blanc (longueur 1,70 m, largeur 0,50 m, épaisseur 0,50 m). L'édifice C serait un dolmen avec un court couloir orné de menhirs, du même type que La Croix Saint-Pierre.